# 洛伦佐·桑斯
洛伦佐·桑斯·曼塞沃（西班牙語：Lorenzo Sanz Mancebo，1943年8月9日—2020年3月21日），西班牙商人，曾是西甲俱樂部皇家马德里主席及馬拉加足球俱樂部的所有者。
洛伦佐·桑斯出生在馬德里，曾在馬德里聯賽的球隊效命，司職守門員。後來從商，在房地產和建築業發了大財。
2020年，西班牙爆發2019冠狀病毒病疫情後，洛伦佐·桑斯於3月21日夜因感染此病去世。

## 家庭
洛伦佐·桑斯有四个子女，其中两个儿子帕科、费尔南多是足球运动员，女婿米歇尔·萨尔加多也是足球运动员。